# 蜥蜴比爾
蜥蜴比爾（英語：Bill the Lizard）是一名在英國作家路易斯·卡羅所著奇幻小說《愛麗絲夢遊仙境》中登場的虛構人物，為一隻蜥蜴。

## 人物概述
蜥蜴比爾在小說的第四章出場，愛麗絲認為牠是一個為白兔及當地社區居民勞動的人。由於當時愛麗絲喝了藥劑使身體變大，被困在白兔的屋子裡，無法進入屋內的白兔便派蜥蜴比爾爬著梯子進入煙囪裡探查情況。不願讓牠進來的愛麗絲向煙囪踢了一腳，使比爾被踢飛出去；兩隻天竺鼠扶持了比爾。
後來，在紅心王后審判傑克武士的法庭上，蜥蜴比爾成為十二名陪審員之一。牠用石筆在石板上書寫的刺耳聲音讓愛麗絲感到惱火，於是愛麗絲便偷偷拿走牠的石筆，當比爾找不到自己的石筆後只好改用手指書寫。第十二章裡，突然變高的愛麗絲在陪審席中引起了混亂，她把蜥蜴比爾放回原處後，比爾變得茫然、只看著天花板發呆，直到後來王后扔給了牠一瓶墨水。

## 改編
在迪士尼的1951年動畫電影《愛麗絲夢遊仙境》中，拉里·格列為該角配音。